# Skalité zastávka
Skalité zastávka – przystanek kolejowy w Skalité, w kraju żylińskim, na Słowacji.
| Skalité zastávka                                 |  |                             |
| Linia 129 Czadca – Skalité – Zwardoń (11,806 km) |  |                             |
| Čierne-Polesieodległość: 1,216 km                |  | Skalité odległość: 1,650 km |